# Mirka Novak
Mirka Novak (* 1988, Sušice) je umělecké jméno Miroslavy Novákové, všestranné soulové zpěvačky, performerky, skladatelky, hlasové lektorky a zakladatelky hudební školy v Plzni. Její hudba balancuje mezi žánry jazzu, R'n'B, funku, soulu a world music. Kromě jazzových a čistě vokálních sólových vystoupení s loop stationem (smyčkovačem) vystupuje také v kapelách HLASkontraBAS Oktet a Dozen Street.

## Život
V roce 2013 absolvovala Mirka Novak magisterské studium hudby a psychologie na Západočeské univerzitě a od té doby se naplno věnuje hudbě. Její vášeň pro muziku ji zavedla na různá místa po celé Evropě a Americe. Měla tak možnost reprezentovat Česko v roce 2024 na konferenci SXSW v Austinu a Sofar Sounds. Od roku 2014 vystupuje pravidelně s americkými hudebníky v renomovaných klubech Brass House, Elephant Room v Austinu, v populárním Twins Jazz v Washingtonu D.C. nebo na slovenském a českém velvyslanectví ve Washingtonu D.C. V roce 2018 byla pozvána jako motivační řečník na světově uznávaném TEDx Talks 2018.
V roce 2017 založila hudební školu „Studio Zpěv Plzeň“ a poté i Studio Zpěv Praha. V roli hlasové lektorky vedla českou reprezentantku Aiko pro soutěž Eurovize v roce 2024, čímž ještě více prosadila svůj vliv v hudební branži.
Zatímco Mirka Novak cestuje za zkušenostmi po celém světě, podmaňuje si publikum svým hlubokým osobitým hlasem a přirozeným rytmickým cítěním. 

## Působení v USA a Evropě
Mirka Novak jezdí za inspirací do USA pravidelně od roku 2012. Její první cesty vedly do „mekky jazzu“ New Orleans, poté do Austinu, Bostonu, New Yorku a Washingtonu D.C., kde hrála a nahrávala s renomovanými hudebníky. V minulosti spolupracovala s Federico González Peña (který spolupracoval s Marcusem Millerem, Victorem Wootenem, Chrisem Bottim), Tarusem Mateenem (Betty Carter, Outcast, Lauryn Hill), Vincentem Wileym (R. Kelly), Davem Manleym (Jill Scott), Davidem Haynesem (Chaka Khan), Ivanem Audesem, Kristinou Bártou, Filipem Spáleným, Danielem Bulatkinem, Nickem J. Lewisem, DeAndrey Howardem a mnoha dalšími.
V Evropě se díky svým zkušenostem a vysoké pracovní morálce brzy dostala mezi uznávané osobnosti (např. získala rezidenci v jazzovém klubu Reduta v Praze). Od roku 2017 se stala členkou organizačního týmu Jazz bez hranic, kde se podílí na organizaci až do roku 2024. Zahraniční diváci ji mohli slyšet například na hudebních festivalech v Německu, Francii, Turecku (Afyonkarahisar Jazz Festival) a Polsku.

## Debutové album "Malbum"
V roce 2022 Mirka Novak představila své débutové album „Malbum“, vydané pod slovenským vydavatelstvím Hevhetia. Toto čistě vokální album vytvořené pomocí smyčkovače, v němž zkoumá svou autenticitu a sebevyjádření. Při příležitosti vydání alba přijal pozvání do Čech americký bubeník Edward Miles z Houstonu, se kterým jeli na turné na Slovensko (klub Malý Berlín, Trnava) a po Čechách (DEPO2015 Plzeň, Jazz Dock Praha, Music Lab Brno).
Příklad recenze z magazínu Uni: "Mirka Novak především nabízí nosné melodické nápady, které bezeslovnou koláž hlasů na ploše alba činí posluchačsky bezproblémově přístupnou. Aniž by měl tenhle termín vyznít s despektem, jde o výtečnou a neobvyklou easy listening s potenciálem nadchnout třeba příznivce vokálních hříček takového Bobbyho McFerrina. A kterou by zároveň byla škoda vnímat jen jako kulisu, protože pozorný poslech odhalí kvanta zajímavých aranžérských detailů."

## Členka souboru HLASkontraBAS Oktet
Jako členka osmičlenného souboru HLASkontraBAS Oktet (vede Ridina Ahmedová a Petr Tichý) se Mirka Novak absolvovala na uměleckou rezidenci na Island, která byla podpořena z EHP a Norských fondů. Tento dvoutýdenní pobyt vedl k natočení alba „Kaleidoscapes“ (2024) u českého vydavatelství Animal Music. Představení na hudebním festivalu v Akureyri navštívil islandský prezident Guðni Thorlacius Jóhannesson.

### Externí zdroj
- Oficiální stránky